# Jardín Botánico de Nápoles
El Jardín Botánico de Nápoles (en italiano: Orto Botanico di Napoli, conocido también como Real Orto Botanico) es un jardín botánico de unas 12 hectáreas de extensión dependiente admimistrativamente de la Universidad Federico II de Nápoles, que forma parte de la Facultad de Ciencias matemáticas, físicas y naturales del ateneo federiciano. Es miembro del BGCI, y su código de identificación internacional como institución botánica así como de su herbario es NAP.

## Localización
Se encuentra en via Foria n.º 223, próximo al Real Albergo dei Poveri.

## Historia

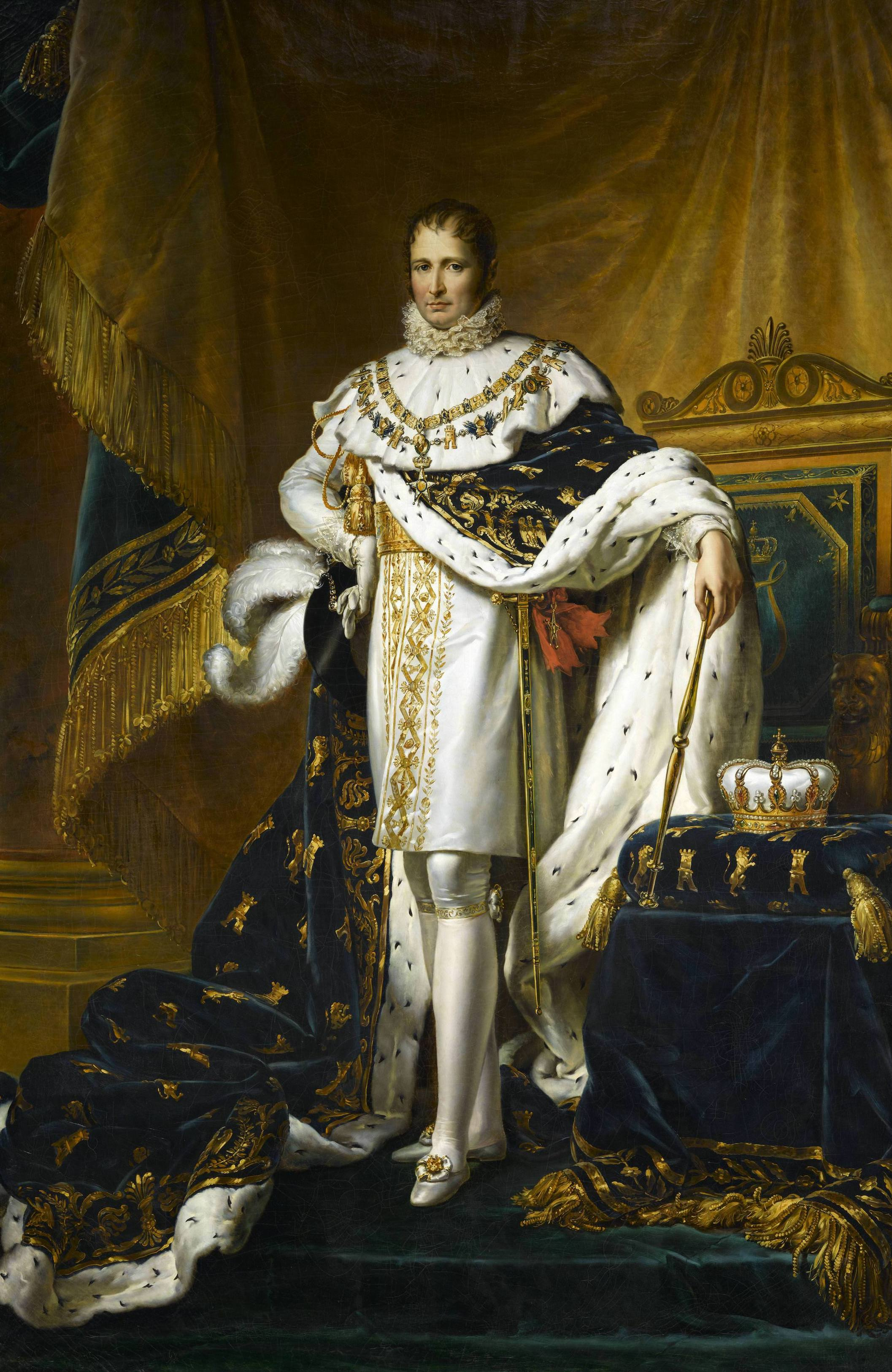
José Bonaparte.

Fundado el 28 de diciembre de 1807 por un decreto de José Bonaparte, se construyó el jardín botánico en terrenos anteriormente pertenecientes a los Religiosos de « Santa Maria della Pace » y al « Ospedale della Cava ». En realidad el proyecto fue inicialmente avalado por el rey Fernando IV, sin embargo la Rivoluzione Napoletana del 1799 imposibilitó la realización. 
El proyecto fue realizado por los arquitectos. Giuliano de Fazio, es el autor de la fachada monumental y del vial perpendicular a esta, de la stufa temperata, y del vial que lleva al Castello. La parte inferior se le debe a Gaspare Maria Paoletti.
El primer director del jardín botánico en 1811, fue Michele Tenore. Tenore se ocupó más de la actividad científica que de las relaciones externas. Se cultivaron muchas especies de importancia en el campo médico, aunque también plantas exóticas. Situó al jardín botánico entre los mejores de Europa en su tiempo. Al final de su dirección en 1860, las especies cultivadas alcanzan las 9000.
En 1861, bajo el mandato de Guglielmo Gasparrini, prosiguió el desarrollo y mejora del jardín botánico creando un área destinada a la flora alpina (alpinum). Durante su mandato se construyó una nueva Stufa calda, invernadero con calefacción que debía sustituir a la anterior construida en 1818.
El periodo de 1893 a 1905, se caracterizó por una notable dificultad económica. En 1906 el relanzamiento del jardín botánico fue el primer objetivo de Fridiano Cavara. No solo restauró algunas de las estructuras y aumentó la entidad de las colecciones, sino que sobre todo creó la «Stazione sperimentale per le piante officinali» (actualmente una Sección, inicialmente no formaba parte del jardín botánico en sentido institucional, agregada en la década de 1970.) e hizo lo posible para la construcción de un edificio destinado a albergar la nueva sede del Instituto. En 1930 fue sustituido por Biagio Longo, quien continuó la obra de recalificación. En 1940 se produjo un hecho importante que fue la fusión de la Società Botanica Italiana con la Mostra d'Oltremare.
Devastaciones debidas a los bombardeos, y sustracciones de hierro de las estructuras para uso militar, la llegada de población refugiada que pusieron cultivos de berzas de primera necesidad para su consumo, la reconversión de algunas de las estructuras del jardín en almacenes militares, todas estas fueron las consecuencias de la Segunda Guerra Mundial sobre el Jardín Botánico de Nápoles. 

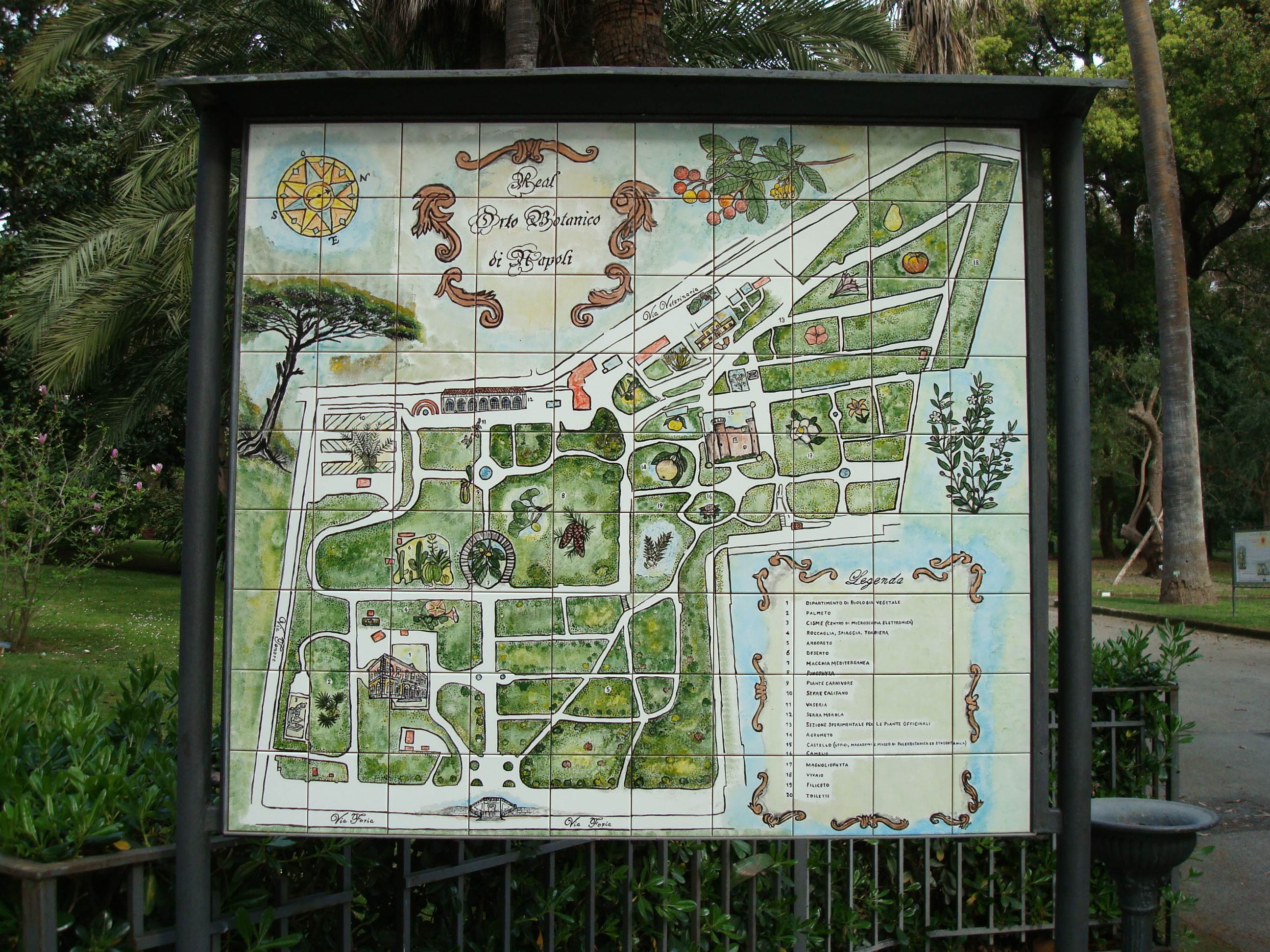
Plano del Jardín botánico de Nápoles.

En el 1963 se inicia un periodo considerado de máxima importancia para la historia del jardín. Se nombra como director a Aldo Merola. Bajo su dirección el jardín botánico obtiene en 1967 la autonomía económica y administrativa, con lo que pudo obtener unos financiamientos extraordinarios para mejorar sus instalaciones: se pudieron construir varios invernaderos (por un total de 5000 m²), un sistema de calefacción y una red de distribución hídrica. Gran importancia tuvo la obra "política" de Merola, que intentó obtener el reconocimiento a nivel legislativo (como la creación de un reconocimiento oficial de una profesión específica de alta especialización: los jardineros de los jardines botánicos). Los cultivos fueron mejorados, sobre todo gracias a la obra de Luigi Califano. Volvió a ser incluido en los listados de los principales jardines botánicos europeos dándose una gran importancia al papel didáctico de las instalaciones. Una de sus contribuciones al jardín botánico, es la disposición de las plantas según dos criterios, el sistemático y el ecológico.
El terremoto del 23 de noviembre de 1980 golpeó fuertemente el jardín botánico, durante el periodo de dirección ad interim de Giuseppe Caputo. Entonces una vez más, la estructura se convirtió en un refugio para la población afectada. En 1981 es director Paolo De Luca, al que le correspondió iniciar las obras de reconstrucción. 

### Cronología de los Prefectos
| - 1810 – 1860: Michele Tenore - 1860 : Vincenzo Tenore - 1861 - 1866: Guglielmo Gasparrini - 1866 - 1868: Giuseppe Antonio Pasquale - 1868 - 1882: Vincenzo Cesati - 1883 : Gaetano Licopoli - 1883 - 1893: Giuseppe Antonio Pasquale | - 1890 - 1893: Francesco Balsamo - 1886 - 1890: Fortunato Pasquale - 1890 - 1893: Francesco Balsamo - 1893 - 1905: Federico Delpino - 1905 - 1906: Arnaldo Piutti - 1906 - 1929: Fridiano Cavara - 1930 - 1947: Biagio Longo | - 1947 - 1959: Giuseppe Catalano - 1959 - 1963: Valerio Giacomini - 1963 - 1980: Aldo Merola - 1981 : Giuseppe Caputo - 1981 - 2014: Paolo De Luca - 2014 - act.: Paolo Caputo |

## Áreas
El jardín botánico alberga unas 9000 especies vegetales y unos 25000 ejemplares. 
Las áreas expositivas se disponen según tres criterios; Sistemático, ecológico y etnobotánico.

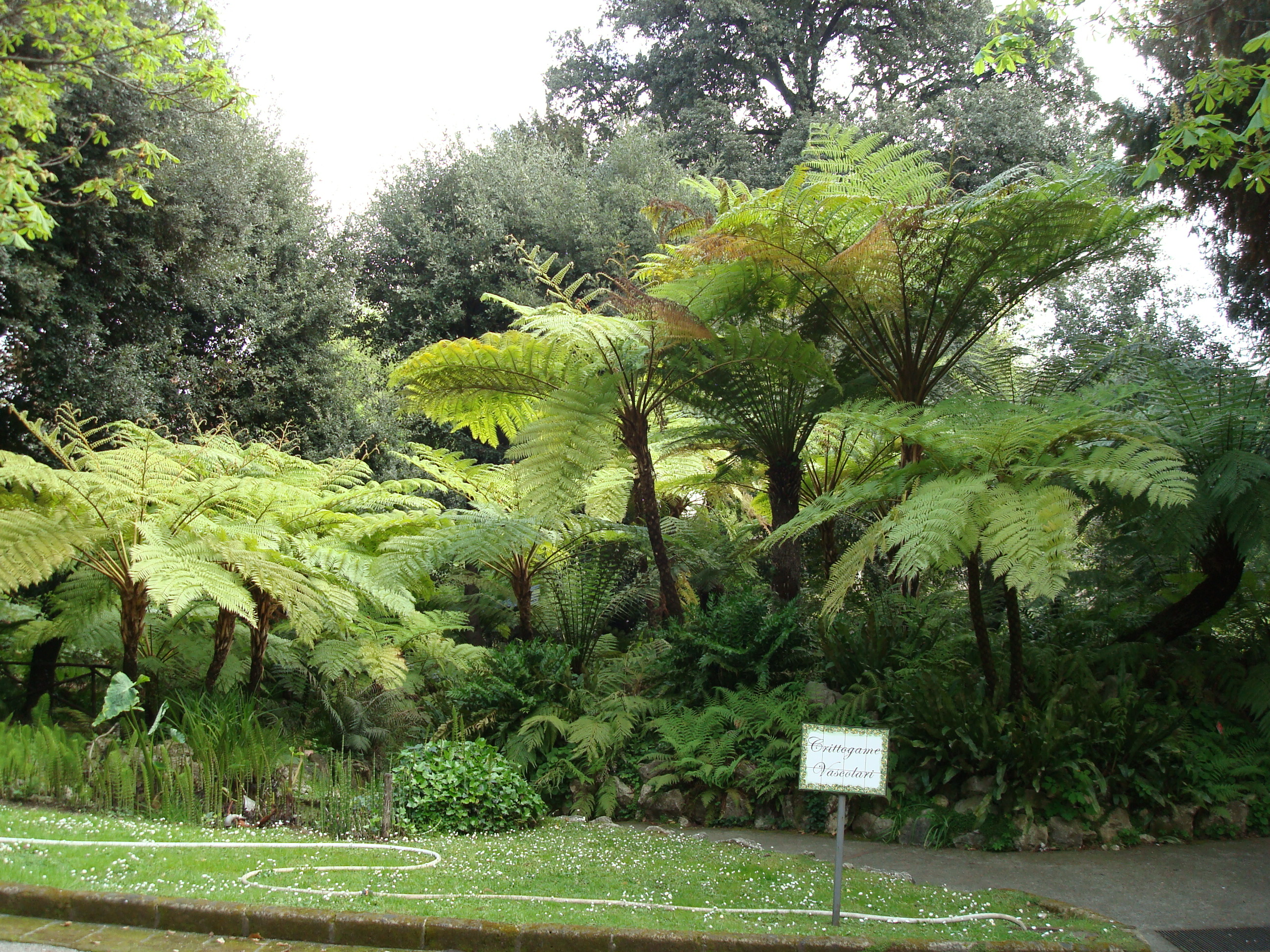
Colección de Criptógamas vasculares.

En el área dispuesta según el criterio sistemático con las siguientes zonas:
- Área de las Pinophyta;
- El filiceto, destinado al cultivo de helechos y plantas afines;
- Palmetum;
- Magnoliophyta
- Área de cítricos

y una zona pequeña dedicada a especies singulares, Anthriscus nemorosa, Ranunculus lanuginosus, Datura stramonium, Atropa belladonna, Hyssopus officinalis, Leontopodium nivale, Edrajanthus graminifolius. . 

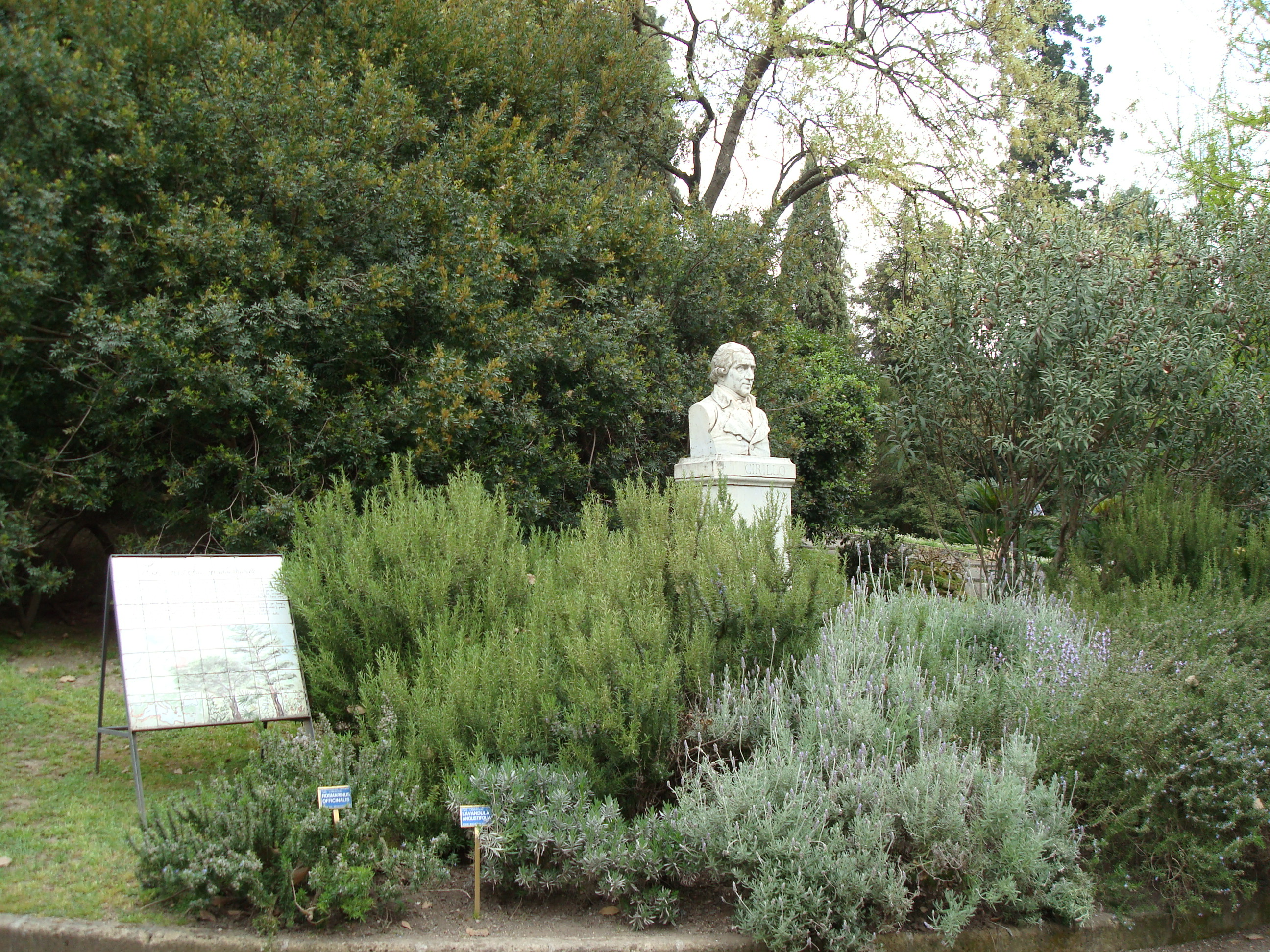
Plantas del maquis mediterráneo y busto de Domenico Maria Leone Cirillo.

Según el criterio ecológico, nos encontramos las áreas:
- Desierto, área destinada a las plantas suculentas;
- Playa, donde se cultivan las plantas más difundidas en las playas italianas;
- Turbera, en la cual se encuentran cultivadas las Cyperaceae;
- Rocalla, destinada a la exhibición de las especies típicas de la zona calcárea de los Apeninos;
- Maquia mediterránea

Varias charcas dedicadas al cultivo de las hidrófitas.
El área etnobotánica y la Sección experimental de las plantas oficinales, donde se estudian las plantas que son potencialmente útiles, medicinalmente para los seres humanos.
Aunque esté abierto al público, en realidad el jardín no es un parque público. Es realmente una facilidad educativa para la universidad y las escuelas secundarias locales y es autónomo con respecto del departamento agrícola de la universidad de Nápoles. 

## Castillo y otras estructuras

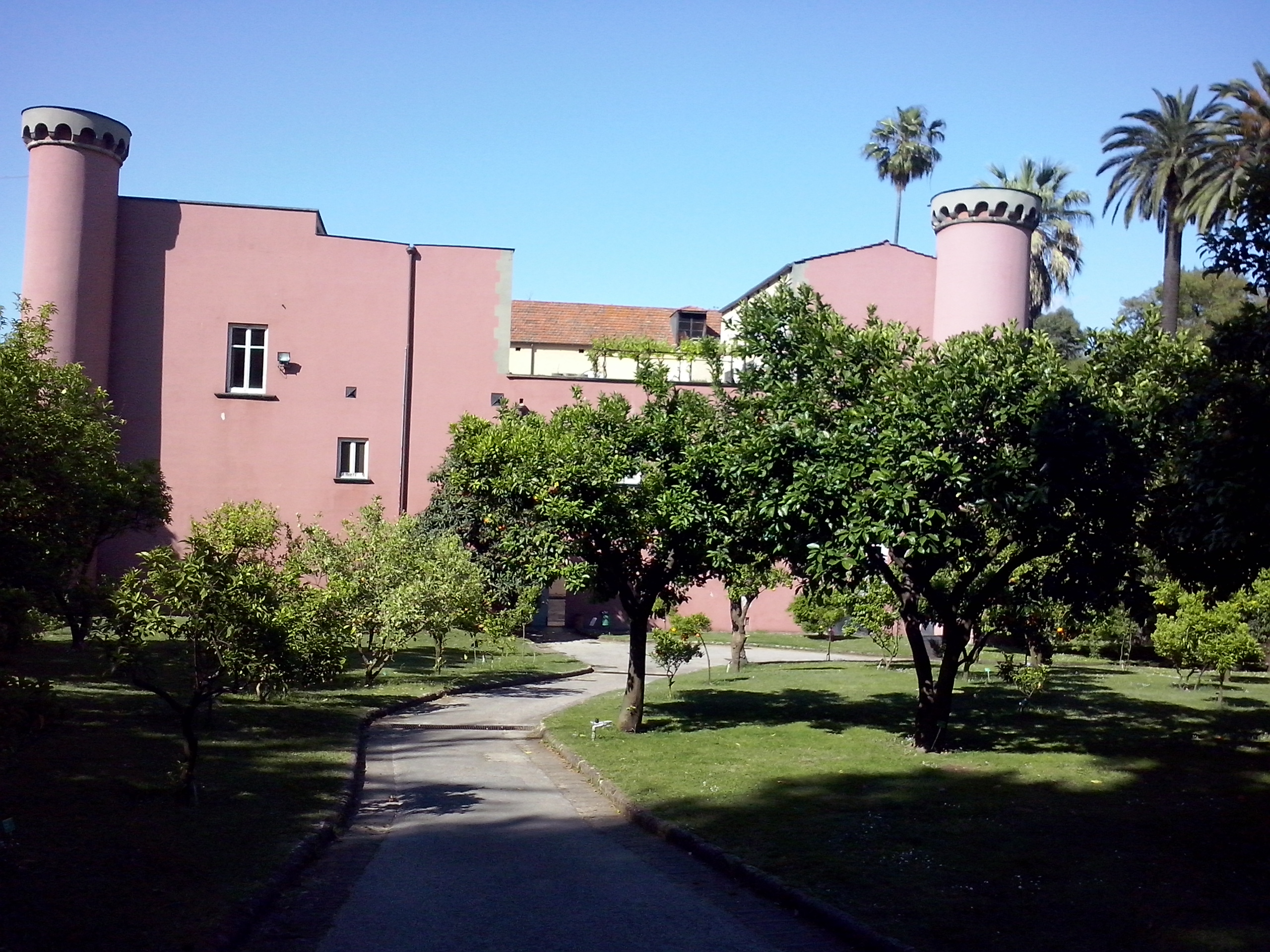
El Castillo.

- El Castillo, edificio creado entre los siglos XVI y el XVII. Durante muchos años albergó el Instituto de botánica, el laboratorio, la biblioteca, el herbario y el museo. Actualmente contiene salas de conferencias y de exhibiciones, y es la sede de la actividad administrativa y técnica, además del museo de paleobotánica y etnobotánica.
- El edificio de la Sección experimental de las plantas oficinales, en el que se custodian semillas de numerosas plantas útiles y son reconocidos, desecados y conservados otros tipos de ejemplares vegetales.
- El C.I.S.M.E. (Centro Interdepartamental de Servicio para la Microscopía Electrónica).
- Departamento de Biología Vegetal de la Facultad de Ciencias Matemáticas, Física y Natural de la Universidad de Nápoles.

## Invernaderos
Los invernaderos del jardín son::

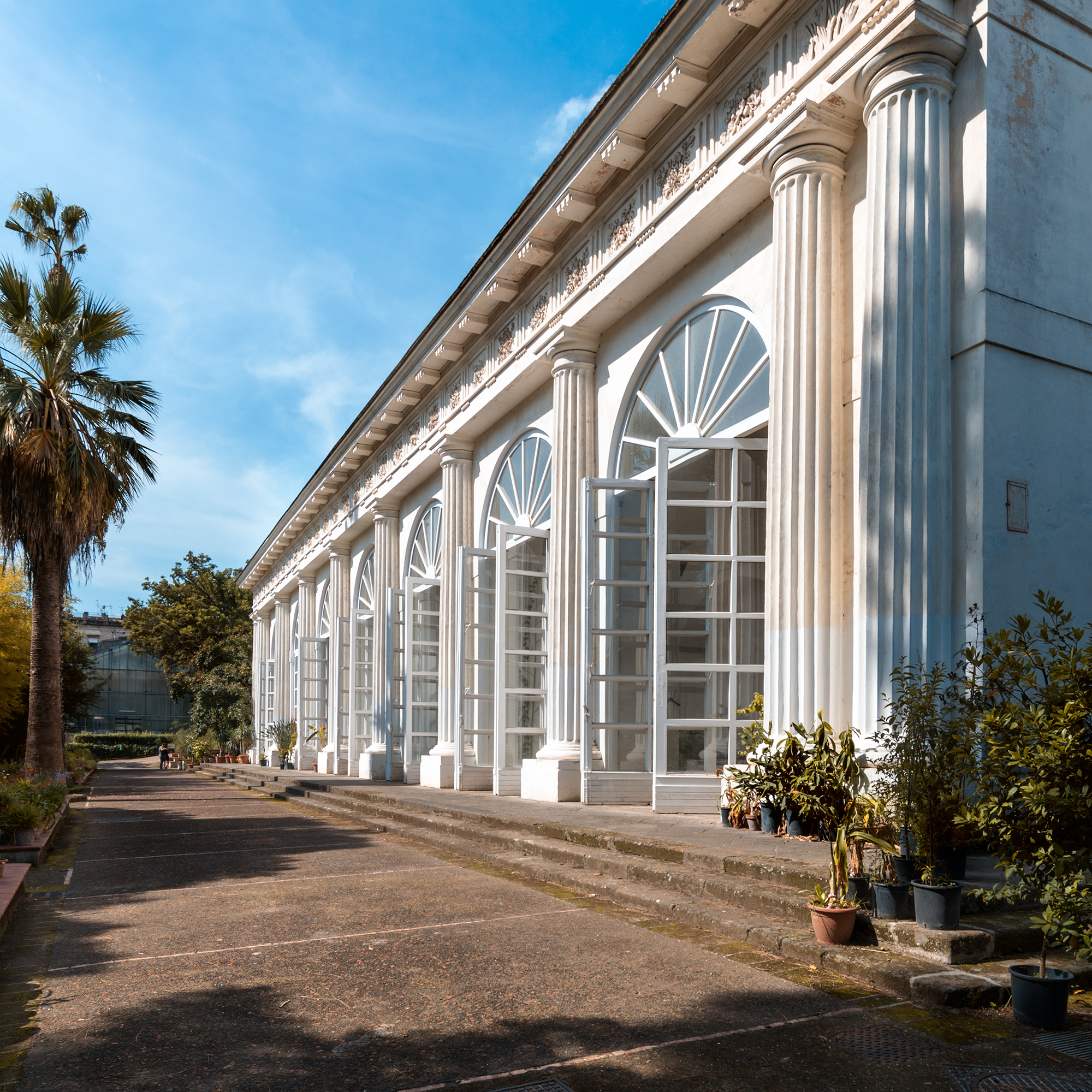
Serra Merola.

- « Serra Merola » , inicialmente conocido como « Stufa temperata » (estufa templada), el invernadero de Merola de 5.000 metros cuadrados
- « Serre Califano »;
- Invernadero de las plantas útiles,
- Invernadero de las reproducciones y multiplicaciones de las plantas.